# Aranya roja comuna
L'aranya roja comuna (Tetranychus urticae) és una de les moltes espècies de tetraníquids o aranyes roges que s'alimenten de plantes que es troben en ambients secs de tot el món i que generalment es consideren una plaga molt important de l'agricultura i la jardineria. El seu genoma va ser completament seqüenciat l'any 2011, essent el primer genoma seqüenciat entre els aràcnids.

## Distribució
Tetranychus urticae originàriament era nativa d'Euràsia, però ha adquirit una distribució cosmopolita.
Està distribuït arreu de la península Ibèrica, en llocs càlids de climes suaus (especialment en la zona mediterrània i el sud peninsular).

## Descripció

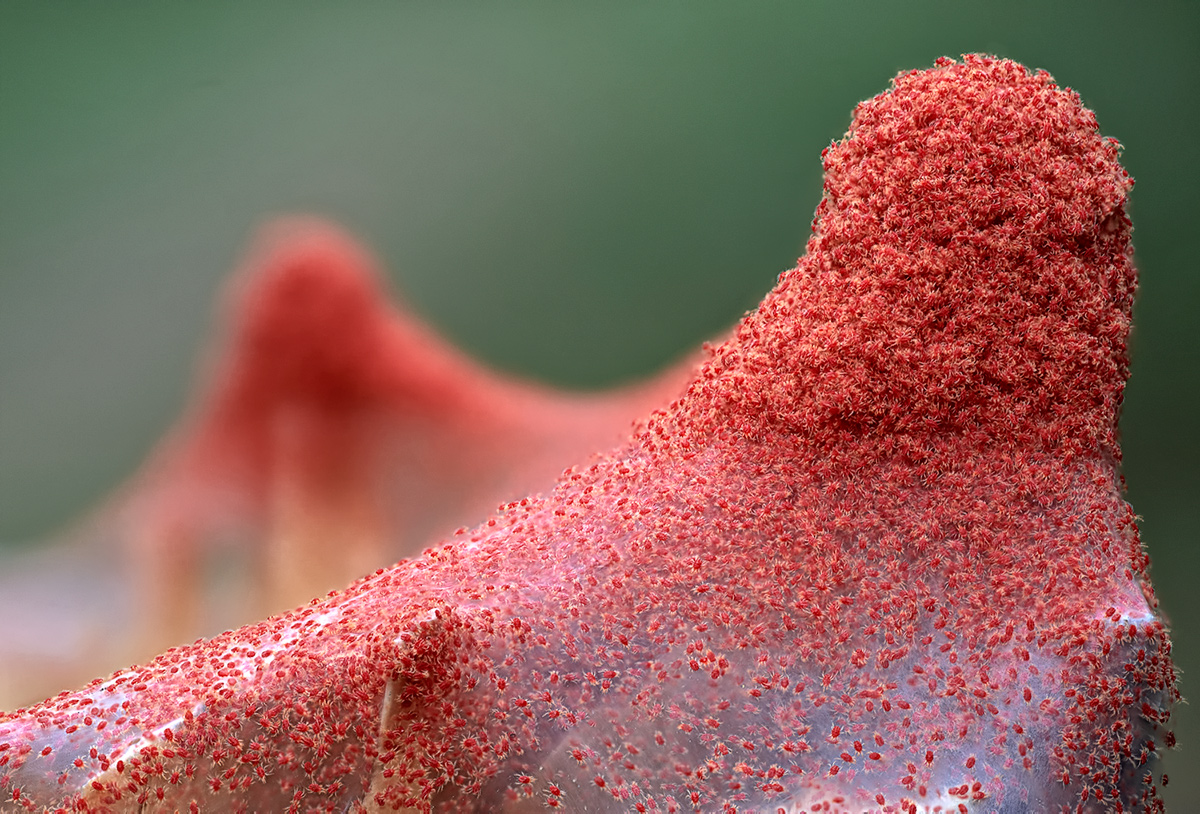
Colònia d'aranyes roges comunes.

Tetranychus urticae és extremadament petita, difícilment visible a ull nu com a taques verdoses o vermelloses en les fulles i les tiges; les femelles adultes fan uns 0,4 mm de llargada. L'aranya roja comuna, que es pot veure en hivernacles i zones tropicals i temperades, secreta una fina teranyina per sobre i per sota de les fulles.

## Símptomes de la infestació

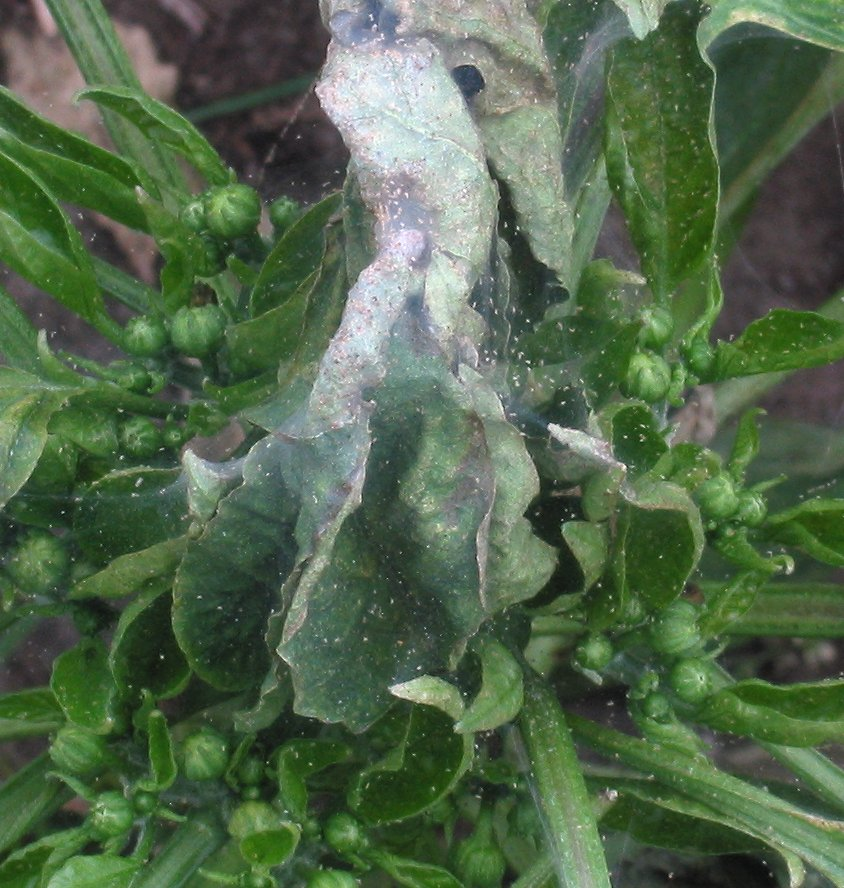
Infestació sobre Capsicum annuum

Aquests animals xuclen el líquid de l'interior de les cèl·lules i deixen en la superfície unes sedes que donen un aspecte cotonós. Provoquen en la tija de la planta petites taques de color marronós o groc. En casos de grans poblacions poden provocar un retard en el creixement en els primers estats vegetatius d'aquesta i, en els casos més greus, la dessecació completa de la planta.

## Ecologia
L'aranya roja comuna és extremadament polífaga. Es pot alimentar sobre centenars d'espècies de plantes incloent la majoria de les hortalisses com les pebroteres, tomaqueres, patateres, mongeteres, blat de moro, maduixeres i també plantes ornamentals com els rosers. Pon els seus ous sobre les fulles i perjudica les plantes en xuclar la seva saba i el contingut de les seves cèl·lules. Hi deixa petites taques pàl·lides o cicatrius quan s'ha destruït l'epidermis de les cèl·lules. Malgrat que les lesions individuals són molt petites, l'atac de centenars d'aranyes roges fa milers de lesions i redueix la capacitat fotosintesintètica de les plantes.
Uns dels molts depredadors naturals de l'aranya roja comuna són el Phytoseiulus persimilis i la Chrysoperla carnea, els quals es fan servir en els mètodes de control biològic en l'agricultura ecològica o de producció integrada.

## Cicle vital
El cicle d'activitat des de l'ou fins a ser adult és molt ràpid, entre 8 i 14 dies amb temperatures entre 23 i 30° C donant generacions durant tot l'any. La humitat relativa ha de ser mitjana, ni molt alta ni molt baixa, ja que pot provocar la mort de les larves i endarrerir-ne el desenvolupament. Es poden dispersar per tot el camp de cultiu amb l'ajuda del vent.
L'ou de T. urticae és translúcid i semblant a una petita perla. Es desclou i hi surt una nimfa la qual es torna una protonimfa i després es converteix en una deutonimfa, la qual mostra estadis de quiescència. L'adult és típicament de color verd pàl·lid gran part de l'any, però les generacions tardanes són de color vermell, les femelles aparellades passen l'hivern en estadi de diapausa.

## Control i prevenció
1. Vigilar temporalment els estats de creixement de les plantes més joves.
2. És recomanable eliminar les adventícies i cultius anteriors, i aplicar dosis d'adobs equilibrades.
3. L'aplicació de plaguicides, en aquest cas, acaricides, es farà quan es detectin els primers estats de desenvolupament de la plaga dirigint-los als focus d'infestació.

Aquest tetraníquid presenta una gran resistència als acaricides, per aquest motiu és especialment important fer un ús alternant d'aquests.
La utilització d'insecticides com els piretroides poden provocar un augment de la població d'aquests àcars.